# Garcelles-Secqueville
Garcelles-Secqueville er en kommune i departementet Calvados i regionen Basse-Normandie i det nordvestlige Frankrig. Kommunen ligger knap 11 km syd for Caen.

## Seværdigheder
- Golfbane
- Slottet Château de Garcelles, hvor parken er fredet

- Kirken
- Mindesmærke over de døde i krigen